# キブツ・ダリヤ
キブツ・ダリヤ（ヘブライ語: קיבוץ דליה; 英語: Dalia）は、イスラエルにおけるキブツである。

## 概要
キブツ・ダリヤは1939年にイスラエル北部のハイファという町から南東に約30キロメートル離れた場所に建設された。